# Тихоокеанский скандал
Тихоокеанский скандал (англ. Pacific Scandal) — эпизод истории Канады, связанный с финансированием предвыборной кампании Либерально-консервативной партии в 1872 году частными предпринимателями, получившими лицензию на постройку Канадской тихоокеанской железной дороги. Результатом скандала, разразившегося в апреле 1873 года, стала отставка консервативного правительства Канады и новые выборы, на которых победила Либеральная партия.

## Планы строительства Тихоокеанской железной дороги
В 1867 году британские колонии в восточной части Северной Америки объединились в доминион Канада. В этом же году правительство США приобрело у России Аляску. Значительную территорию к западу от объединённой Канады и к северу от Соединённых Штатов занимали земли, контролируемые Компанией Гудзонова залива, и ещё одна колония, Британская Колумбия, на тихоокеанском побережье континента.
В гонке за право контроля над этими территориями Канада сумела опередить США, приобретя у Компании Гудзонова залива так называемую Землю Руперта (в дальнейшем разделённую на Манитобу, Саскачеван, Альберту и Северо-Западные Территории, а затем, в 1871 году, договорившись с Британской Колумбией о её вхождении в конфедерацию. Среди условий присоединения Британской Колумбии к Канаде было обещание канадского федерального правительства в десятилетний срок построить железную дорогу, которая соединит тихоокеанское и атлантическое побережье страны. Премьер-министр Канады Джон А. Макдональд рассматривал трансконтинентальную дорогу как проект первостепенной важности, без которого территориальное единство и экономическое развитие новой страны будут оставаться под угрозой.
Оппозиционная Либеральная партия Канады выступала за прокладку части дороги через территорию США к югу от озера Верхнего. Однако согласно планам канадского федерального правительства, маршрут дороги должен был полностью пройти по территории Канады, включая 700 миль (1100 км) по сложному ландшафту Канадского щита к северу от Верхнего, а затем через Скалистые горы в западной части континента.
На контракт на строительство железной дороги претендовали два синдиката, один из которых возглавлял квебекский транспортный магнат Хью Аллан — владелец Grand Trunk Railway. В 1871 году американские партнёры Аллана Джордж Макмаллен и Чарльз Мадер Смит сообщили ему и министру финансов Канады Фрэнсису Хинксу, что заинтересованы в получении лицензии на строительство трансконтинентальной дороги. К декабрю Аллан начал формирование синдиката, надеясь привлечь к нему других канадских «железнодорожных королей», в том числе Дэвида Макферсона из Торонто, но Макферсон предпочёл создать конкурирующую группу инвесторов. В середине 1872 года синдикат Аллана был зарегистрирован как Canada Pacific Railway Company, а синдикат Макферсона — как Inter-oceanic Railway Company of Canada.
Попытки премьер-министра уговорить инвесторов объединиться закончились неудачей. В итоге он передал переговоры с корпорацией Аллана, как более перспективной из двух, своему близкому соратнику, лидеру консерваторов Квебека Жоржу-Этьенну Картье. Аллан в свою очередь использовал связи среди политиков и высокопоставленных священнослужителей Квебека, чтобы добиться от Картье согласия на свои условия. Предварительное соглашение было подписано 1 июля 1872 года.

## Парламентские выборы 1872 года и контракт на строительство железной дороги
На август 1872 года были назначены выборы в федеральный парламент Канады. Политические партии, нуждавшиеся в средствах для ведения предвыборных кампаний, традиционно для Канады обратились за ними к частным жертвователям. На сей раз, однако, возглавляемая премьер-министром Макдональдом Либерально-консервативная партия особенно щедро финансировалась Хью Алланом (вероятно, при поддержке его американских компаньонов). Аллан пожертвовал консерваторам порядка 350 тысяч долларов. Несмотря на масштабные финансовые вливания, Картье потерпел поражение в своём избирательном округе, а консервативное большинство в парламенте стало шатким.
После выборов Макдональд взял дальнейшие переговоры с Алланом в свои руки. Под его давлением квебекский магнат отказался от использования американского капитала для строительства железной дороги. На этих условиях его синдикат получил лицензию на строительство.

## Скандал
Американские компаньоны Аллана, разочарованные позицией канадского правительства, угрожали ему разоблачением его роли в победе консерваторов на выборах в Канаде. Этот конфликт, казалось, удалось урегулировать к февралю 1873 года, когда Аллан отплыл в Лондон в поисках новых инвесторов в трансконтинентальный проект. Однако во время пребывания Аллана и его адвоката Джона Эбботта за границей личный секретарь Эбботта Ричард Норрис выкрал хранившуюся у того переписку между Алланом и лидерами Либерально-консервативной партии. Переписка содержала указания на то, что Аллану был обещан строительный контракт в обмен на финансирование предвыборной кампании консерваторов. Норрис продал эти документы за 5000 долларов представителям Либеральной партии.
2 апреля 1873 года содержание переписки было оглашено представителем оппозиции Лусиусом Хантингтоном в канадском парламенте. Хантингтон заявил, что контракт на строительство железной дороги был получен Алланом в обмен на вливания в кампанию консерваторов, в том числе имеющие заграничный источник. Под давлением оппозиции правительство Макдональда учредило комиссию по расследованию обвинений в коррупции и конфликте интересов. Тем временем в либеральной прессе продолжали публиковаться части переписки, включая личную телеграмму Макдональда Аллану с просьбой о дополнительной сумме денег.
К августу стало ясно, что выводы комиссии будут не в пользу Макдональда, и тот обратился к генерал-губернатору Канады лорду Дафферину с просьбой об отсрочке очередной сессии парламента. Дафферин согласился на 10-недельную отсрочку, но заявил Макдональду, что личное участие того в незаконной схеме финансирования выборов ставит под вопрос его права на пост премьер-министра. С началом сессии 23 октября 1873 года несколько членов консервативной фракции объявили о выходе из неё. С учётом того, что независимые депутаты от Острова Принца Эдуарда собирались поддержать оппозицию в вотуме недоверия правительству, кабинет Макдональда был вынужден 5 ноября подать в отставку.

## Последствия
После отставки правительства парламент был распущен и назначены новые выборы, которые прошли в январе 1874 года. На них консерваторы потерпели тяжёлое поражение — из 206 мест в Палате общин Либеральная партия получила 138. Новое правительство Канады, сформированное Александром Маккензи, объявило о пересмотре проекта трансконтинентальной железной дороги, и контракт с Алланом был аннулирован.
Жорж-Этьенн Картье скончался в Лондоне в мае 1873 года, через месяц после начала скандала. После поражения консерваторов на выборах 1874 года Макдональд объявил о готовности уйти с поста лидера партии, но консервативная фракция в парламенте отклонила это предложение. Макдональд остался главой партии и вместе с ней одержал победу на следующих парламентских выборах, прошедших в 1878 году. После этого он оставался бессменным премьер-министром Канады вплоть до своей смерти в 1891 году.
Строительство Тихоокеанской железной дороги было начато лишь в 1880 году, когда у власти в Канаде снова находились консерваторы. Оно было успешно завершено в 1885 году; дорога, как и предполагалось изначально, прошла по Канадскому щиту к северу от озера Верхнего.